# Embargo (SAS)
Embargo is een spionageroman van auteur Gérard de Villiers en het 41e deel uit de S.A.S.-reeks met als protagonist de Oostenrijkse prins en freelance CIA-agent Malko Linge.

## Het verhaal
Tijdens een feest in zijn kasteel te Liezen in Oostenrijk wordt Patricia Highsmith gedood door een groep terroristen. Vlak voor haar dood vertelde zij aan Malko dat ze de Texaanse oliebaron Richard Crosby op de boot van de Saoedische wapenhandelaar Nafud Jiddah heeft gezien. Zij werkte daar “undercover” voor de Amerikaanse CIA als de maîtresse van Jiddah.
Wat is het verband tussen de Jiddah en Richard Crosby?
Malko krijgt van de CIA de opdracht een persoonlijk profiel van Nafud Jiddah op te stellen en vliegt hiervoor naar New York en Houston terwijl de Verenigde Staten gebukt gaan onder het door de olieproducerende landen opgelegde olie-embargo.

## Personages
- Malko Linge, Oostenrijkse prins en CIA-agent;
- Patricia Hightsmith;
- Richard Crosby.